# Lubartów (district)
Lubartów (powiat lubartowski) is een Pools district (powiat) in de woiwodschap Lublin. Het district heeft een oppervlakte van 1290,35 km² en telt 89.749 inwoners (2014).
Stadsdistricten:
Biała Podlaska · Chełm · Lublin · Zamość

Districten:
Biała Podlaska · Biłgoraj · Chełm · Hrubieszów · Janów Lubelski · Krasnystaw · Kraśnik · Lubartów · Lublin · Łęczna · Łuków · Opole Lubelskie · Parczew · Puławy · Radzyń · Ryki · Świdnik · Tomaszów Lubelski · Włodawa · Zamość